# Хиндуизам
Хиндуизам је древна азијска религија чији почеци датирају од 16. до 15. века п. н. е., а свој развој је започела у Индији где је и данас главна религија. Индијци, међутим, радије говоре о вечном учењу и закону, јер је нагласак на начину живота у великој религији која се и данас практикује. Њени најранији трагови се могу пратити до древне Ведски период ведске цивилизације. Као мешавина различитих веровања и традиција, хиндуизам нема само једног оснивача. Данашњи хиндуизам, или њени главни правци, међутим су резултат промена за време доминације будизма у Индији односно у периоди око 400. п. н. е. до 400 н. е., као и неохиндуизма 19. века које је тежило реформацији и обнови хиндуизма у Индији.
Немачки индолог Фридрих Макс Милер (1823-1900) створио је за хиндуизам појам хенотеизам које описује веру у једног бога, али не искључује веровање у нижа божанства. Хенотеизам се често узима као пример за прелаз из многобоштва у једнобоштво, тиме што би једно божанство добило главну улогу у религији једног друштва, док би са временом сва друга божанства изгубиле своје божанствене атрибуте. Данас постоји дискусија колико се хиндуизам или барем поједини правци хиндуизма могу сматрати хенотеизмом или ипак монотеизмом.
Хиндуизам је трећа светска религија по броју верника, иза хришћанства и ислама, са приближно милијарду верника, од којих око 905 милиона живи у Индији и Непалу. Остале државе са великом популацијом хиндуистичких верника су Бангладеш, Шри Ланка, Пакистан, Индонезија, Малезија, Сингапур, Маурицијус, Фиџи, Суринам, Гијана, Тринидад и Тобаго, Уједињено Краљевство и Канада.

## Етимологија
Персијска реч Хинду потиче од санскритске речи синду (синдху), што је локални назив за реку Инд, па су већ у 5. веку Персијанци речју Хиндус означавали становнике индијског потконтинента. Ригведа спомиње земљу Индоаријаца као Сапта Синду (земља седам река у северозападном делу јужне Азије, једна од њих је река Инд). То одговара Хапта Хенду у Авести, светом спису зороастризма.

## Распрострањеност
Хиндуизам је једна од најважнијих светских религија, не само због великог броја следбеника већ и због изразитог утицаја на многе друге светске религије за време дугог, непрекинутог развоја од око 3500 година.
Хиндуизам је распрострањен на просторима југоисточне Азије, источне и јужне Африке, Европе (Уједињеног Краљевства), Америке и пацифичких подручја све до острва Фиџи. Кроз историју индијски свами и гуруи имали су много следбеника, а групе Харе Кришна данас постоје у Европи и Америци.

## Основна обележја
Хиндуизам нема ни оснивача ни пророка, нити одређену црквену или институционалну структуру. Он је чврсто испреплетен с предањем о земљи Индији, њеним друштвеним системом и историјом. Неки сматрају да је хиндуизам „савез култова и обичаја, колаж идеја и духовних тежњи“. Могло би се поставити питање да ли се ради о једној вери или више њих, јер хиндуизам обухвата много различитих веровања и тумачења:
- већина хиндуса верује у бога на овај или онај начин; поједини хиндус може поштовати једног бога, неколико њих или ниједног;
- неки хиндуси верују да поштовање свих живих бића захтева да буду вегетаријанци, док ће други жртвовати животиње за време храмских свечаности;
- неки обожавају Шиву, неки Вишнуа или његове инкарнације; други поштују богиње и сл.

Ипак, за хиндуизам је карактеристична вера у низове утеловљења, сеобе душа или реинкарнације и у томе је значајна разлика у односу на остале велике блискоисточне једнобожачке религије које човеков живот виде као једнократан, мада на неки начин вечан, догађај. Хиндус мисли о току живота кроз многе егзистенције. То се крије иза појма самсара, који означава ток живота од рођења до смрти, а затим до поновног рођења – животни циклус.
Повезан са појмом самсаре јесте и појам карме. Карма дословно значи »дело« или »делатност«, а у ствари означава заслуге, кривицу и последице човекових деловања у једном животу. У којем ће се следећем утеловљењу душа наћи зависи од њене карме. Хиндуси верују да се карма скупља и расте, и да се преноси кроз многа утеловљења. Неки сматрају да се последице ранијих дела ипак могу поправити покајањима и обредима, »одрађивањем« кроз награде и казне, и да се на крају може постићи мокша или »ослобођење« од целог ланца самсаре и то кроз одустајање и одбацивање световних прохтева и жеља, ослобађање од непрекидног точка поновног рађања.
За све хиндусе света је и река Ганг, која не напаја само њихову земљу (вода је и симбол бесконачног живота). Стотине хиљада верника обредно се купају сваког дана на њеним обалама. Најзначајније такво средиште је град Бенарес на Гангу, који је уједно и најсветији индијски град – за хиндуса место на којем жели умрети. После спаљивања пепео се проспе по води свете реке и »живот се наставља«.

## Историјски развој

### Порекло
Најстарији докази елемената хиндуизма датирају из доба неолита и раног Харапа периода (5500—2600. п. н. е.).
Верска пракса и учења из преткласичне ере (1500. до 500. година п. н. е.) се називају историјском ведском религијом. Најстарији хиндуистички текст је Ригведа (1700. до 1100. година п. н. е, према лингвистичким и филолошким доказима).

### Ведско раздобље
Модерни хиндуизам је настао из Веда. Најстарија Ригведа у средишту има поштовање божанстава као што су Индра, Варуна и Агни, те Сома ритуал.
Негде између 1500. и 1200. п. н. е. дивља аријска племена на бојним колима су заузела Индију, долазећи са северозапада. Населили су се у подручје данашњег Панџаба, доневши свој језик и традицију, па су тако аријска племена у великој мери утицала на културу и древне религије староседелаца, матријархалног друштва утемељеног већ у трећем миленијуму п. н. е.
Пре надирања аријских племена главна карактеристика религије долине Инда био је култ плодности. Многе животиње су сматране светим (краве, козе, змије, крокодили), а клањали су се једном главном божанству. Религија аријских дошљака је потиснула, али и деломично асимилирала староиндијску. Попут Грка, аријска племена су приносила жртве боговима који су представљали персонифициране природне силе, док је стара религија долине Инда укључивала јогу, одрицање и обреде прочишћења. У то доба се развија и индијски језик, који се данас зове санскрит.
Тај период раног хиндуизма назива се још и ведском религијом. Веде (вид значи »знати«), религијски текстови настали око 800. п. н. е. представљају главни извор познавања првобитне вере. Најмоћнији израз те ране религије јесте обред, помно разрађени ритуал код кога главну реч води свештеник, браман. Хијерархија која је настала вршењем обредних радњи вероватно је први заметак каснијег друштва подељеног на касте.

#### Веде
Свете староиндијске књиге вековима су преношене усменим путем, а коначно су редигиране крајем 6. века п. н. е. Веда у ужем смислу садржава четири збирке стихова (самхита) и прозе обредног, митолошког и магичног карактера:
- Ригведа
- Самаведа
- Јаџурведа
- Атарваведа.

Најстарија је Ригведа написана древним обликом санскрита са подручја северозападне Индије. Вероватно је написана у раздобљу између 1300. и 1000. п. н. е. и садржи 1028 химни са више од десет хиљада строфа. Химне су обично упућене једном богу, али се у њима појављују и други богови. Најпопуларнији је бог Индра, који је приказан као ратник који побеђује силе зла и ствара свет, док је Варуна главни бог који управља церемонијалним обредима и законом. Дарма контролише космички живот и он се брине да не буде преступа, како космичких тако и људских.
Првобитним збиркама касније су додани коментари: Брамане, Аранјаке и Упанишаде које наглашавају духовну спознају и филозофска учења.
Веда има изванредно историјско и филозофско значење, а делови литерарног карактера, иако малобројни, истичу се великом изражајном снагом и дубином. Химне Ригведе су важне и као најстарији узорци индоевропског стиха, али у њима налазимо и прве трагове филозофске рефлексије. Тако у њима постоји и најранији израз о битку и небитку, о законитости свемирског збивања и ограниченом досегу људске спознаје.

### Епови и легенде
Раздобље од 300. п. н. е. до 300. године после Христа било је кључно за појаву онога што називамо класичним хиндуизмом. Писане су сутре. Оне су углавном биле збирке афоризама које су настојале истакнути учење Веда и Упанишада. Божанства из Веда замењена су старијим боговима или су поистовећена с њима. Рудра - моћни бог у ведским химнама био је тада поистовећен са Шивом, чији су кипови пронађени приликом ископавања у долини Инда. Затим је уследило раздобље у којем су записиване приче из прошлости.
Оно што је кружило у облику локалних легенди сматрало се најбољим изразом индијског погледа на свет. Епови су указивали на трајну борбу добра и зла, космоса и хаоса у човековим пословима. Сва дела су указивала на потребу да се открије смисао и сврха чак и у раздобљу нереда.
Епови Рамајана и Махабхарата спевани су у периоду од 400. п. н. е. до 200. године после Христа, али су се усмено преносиле стотинама година пре тога.

#### Рамајана
Рамајана је еп који се састоји од 38.000 стихова. То је мит о сплетки којом је Рама, божански јунак и краљ, уклоњен са престола, а његова верна жена Сита отета. Рама је утеловљење праведности и сматрају га једним од десет аватара (утеловљења) бога Вишнуа. Појавило се мишљење да богови у сваком раздобљу шаљу једног аватара.
У хиндуизму се прича о Рами не слуша само од раног детињства, већ постаје и основа свакодневног живота. Рами се обраћа на почетку сваког подухвата и захваљује му се после успешно обављеног посла. Његова јуначка дела постала су пример и подстицај за исправно понашање. Његово име служи за утеху старима и певаће га ожалошћени који тела преминулих носе на спаљивање. Рамина жена Сита постала је пример верне жене, па су је величали због њених врлина, љубави и оданости.

#### Махабхарата
Еп Махабхарата је најопсежније дело светске књижевности са више од 200 хиљада стихова у 18 књига. Говори о рату између браће Пандава и Каурава.
Бхагавад-гита (»Песма Господња«) некада Гитопанишад а често и само Гита, најважнији је и књижевно највреднији морално–филозофски спис у Махабхарати, а у Индији је данас најпопуларнији део целог епа. Етичке дилеме духа, које се у уметнички обликованом дијалогу поступно заоштравају, сматрају се највернијом илустрацијом индијске мисли, па се Гита често назива Библијом »хиндуизма«.

### Ђаинизам, будизам, упанишаде
За време гвозденог доба у Индији се основало неколико мислилачких школа и развијала се хиндуистичка филозофија. Три кључна догађаја су узроковала настанак нове епохе хиндуистичких мислилаца: упанишадско духовно подизање, долазак Махавире, оснивача ђаинизма, и Буде, оснивача будизма. Они су говорили да појединац не мора прихватити ауторитет Веда или кастински систем да би постигао мокшу или нирвану. Буда је отишао корак даље и тврдио да постојање душе или Бога није потребно. У то доба су многи хиндуси постали будисти или ђаинисти.
У 7. веку п. н. е. власт свештеника у друштву била је у северној Индији општеприхваћена. Међутим у то доба развоја, унутар хиндуизма јављају се покрети ђаинизам и будизам, али и покрет назван Упанишаде.
Ђаинизам и будизам су религије које су настале на темељима хиндуизма. Махавира, личност у позадини ђаинизма и Буда, оснивач будизма, припадали су малим градовима - државама унутар аријских племенских заједница. Настају као реформациони покрети тадашњег још неразвијеног хиндуизма, али се ипак формирају као одвојене религије иако имају велике сличности и заједничке елементе. Тако у ђаинизму постоји тзв. »пет темељних врлина«: ненасиље, говорење истине, поштовање, чедност и невезаност за световне ствари.
Буда је одбијао хиндуистичке култове жртвовања и систем касти, а такође је поучавао о новом начину ослобођења и спасења које је описао као »угаснуће« или нирвана. Сматрао је да је човеков осећај пожуде, односно жеље, узрок његове стрепње и патње. Одбацивањем жеље постиже се ослобођење и достиже се нирвана. Будино учење брзо се раширило према југу Индије и отуда на Шри Ланку и у Бурму.
Иако су ђаинистичке и будистичке идеје имале велик утицај на развој хиндуизма, каснији хиндуистички учитељи сматрали су их неправовернима. Насупрот томе, постојао је други облик полутајног учења које се ширило преко учитеља на ученика унутар ведске баштине и оно је обликовало будући хиндуизам. То учење постало је познато као Упанишаде. Ти учитељи се нису бавили молитвама боговима или обредним жртвовањем. Покушавали су докучити основе свемира, стварности (брамана) која претходи сваком постојању, истраживали су природу људске свести. Као и ђаинисти, и будисти су тежили превладавању темељних осећаја тескобе и фрустрираности који обележавају људски живот.
Упанишаде су у ствари свештенички приручници, теоријске расправе које параболама откривају своје виђење стварности, филозофске шпекулације које су се налазиле у пантеистичком учењу о браману, неутралној души света која прожима све ствари али се у поједином бићу јавља као атман, (индивидуална свест о самом себи). Сматрано је да је пут до спаса у ствари пут до знања и духовног увида, односно да се спасење индивидуалне душе не постиже обредним приношењем жртве, него |филозофско–мистичним понирањем у тајне бића и сједињење с Богом. Међутим њихова учења су била сувише апстрактна и неприступачна обичном народу па су стога остала доступна само веома малом кругу верника.

### Ислам и бакти
У последњих дванаест векова муслиманска војска је често продирала у Индију и запоседала њен северни део. Утицај будизма смањивао се, а многи хиндуси су се преобратили у ислам. Неки исламски владари попут Аурангзеба уништавали су хиндуистичке храмове и прогонили немуслимане, док су други, попут Акбара, били толерантнији.
Хиндуизам је прошао кроз многе промене због проповедања истакнутих учитеља попут Рамануђе, Мадхве или Чеитанје. Следбеници Бакти (у преводу »девоција, заносна љубав«) одмакли су се од апстрактног појма Брамана који је филозоф Ади Шанкара учврстио неколико векова раније, према аватарима попут Кришне или Раме.

### Покрети и харизматске вође

#### Вивекананда
Хиндуистички обичаји и веровања кроз векове су остали готово непромењени у индијским селима. Ипак, у градовима је кроз 200 година изразитог утицаја западне културе и хришћанства дошло до постепеног одвајања од народне религијске праксе, праћено тежњом потцењивања индијске културе и књижевности. Појавили су се многи реформаторски покрети хиндуизма, који су настојали поново потврдити хиндуистичке вредности. Сматрали су да све што је вредно у хришћанској етици већ присутно у њиховој властитој хиндуистичкој баштини.
Године 1893, на светском конгресу вера у Чикагу, на коме је излагао Вивекананда (право име Наренда Нат Дата), први пут су западњаци имали прилику да заиста осете хиндуистичку традицију и културу. Вивекананда је имао велики утицај на многе реформаторске покрете, али и на међународне ставове. Одбијао је поредак привилегованости изведеној из касти, и залагао се за једнаке могућности за све. Његова лична порука је била да је свака особа потенцијално божанска:
»Он је у свему. Он је све. Сваки човек и жена јесу опипљив, блажени, живи Бог. Ко каже да је Бог непознат?«

#### Махатма Ганди
Вивекананда је имао много присталица и истомишљеника међу којима су били добитник Нобелове награде за књижевност из 1913. године Рабиндранат Тагоре и борац за независност и уздизање Индије Махатма Ганди. Ганди је сматрао да је једина истина Бог а ахимса начин да се Бог достигне. Његов хиндуизам је био свеобухватан. Иако је поштовао ведску традицију, тврдио је да његова верзија хиндуизма укључује:
... све за шта знам да је најбоље у исламу, хришћанству, будизму и зороастризму.
Сматрао је да се ненасиље не сме схватити као пасивност – то је начин деловања, паралела са чињеницом да хришћани у мукама Исуса Христа виде ослобођење човека од греха и смрти. Ганди је одбио и систем касти који је називао додатком хиндуизму. У свом уточишту (ашраму) је тражио од својих следбеника исте завете које је и он дао: трагање за истином, ненасиље виђено као љубав на делу, суздржавање од полних активности и понизност. У ашраму се сваки дан рецитовало и тумачило по једно поглавље Гите, па је и сам Ганди знао више од пола дела напамет.

## Божанства
Иако у хиндуизму постоји велики број божанстава и полубогова, већина верника поштује само једног бога од којих су Шива, Вишну и богиња Деви најпопуларније. У принципу хиндуси верују у једног Бога, који се манифестује кроз разна друга божанства. Најпознатији су гуна-аватари, тримурти: Шива, Вишну и Брама.
И Вишну и Шива су жаришта култова у којима поштоваоци трагају за јединством са богом. Снага поштовања Шиве на југу Индије од давнина одражава одбацивање браманских аријских облика поштовања: жртвовања животиња, молитви за мртве и других обреда. Хиндуистичка уметност, за разлику од грчке у којој су божанства приказана једноставно као људска бића, указује да су божанства далеко више од људи. Моћ је изражена мноштвом руку, а божанска мудрост (као код Шиве) трећим оком на средини чела. Чак и животињски атрибути показују посебна својства бога. Змије око Шивиних мишица и главе показују да је он господар лажног ега, а расту ега доприноси поноситост на сопствену интелектуалну или физичку снагу. Иза приказивања божанства Ганеша, који се приказује са слоновом главом и једном кљовом, стоји посебна прича.

### Брама
Полубог Брама има улогу демијурга, секундарног творца у космосу. Творац је и праотац свих животних облика, али му је у Индији посвећен мали број храмова, најпознатији је у граду Пушкар у Раџастану. Браму често приказују као бога са четири главе, како обухвата четири стране света, и са четири руке у којима држи четири Веде. Каткад је приказан како јаше на лабуду; каткад како седи итд.

### Вишну
Бог Вишну поштује се као велики одржаватељ, сматра се да управља људском судбином. Често се приказује симболички: он може спавати на океану који представља хаос, може бити на челу небеског двора као симбол Сунца, може бити издигнут на небеском орлу. Култ бога Вишнуа веома је омиљен. Он је уједно симбол божанске љубави, па се приближава човечанству у десет својих инкарнација или аватара (неки аватари имају форму животиња ) а најпопуларнији су Рама и Кришна:
- Матсја - риба
- Курма - корњача
- Вараха - вепар
- Нарасимха – човек-лав
- Вамана - патуљак
- Парашурама
- Рама
- Кришна
- Буда
- Калки.

Калки је будућа и по предању задња реинкарнација Вишнуа. Он ће вратити дарму, коначан васионски закон, а по једнима све ће наново бити створено. Поједини хиндуси, познајући Свето писмо, сматрају други долазак Исуса Христа за инкарнацију Калкија.

### Шива
Шива је божанство чија је улога да на крају постојања разори Универзум. Симбол Шиве је фалус или лингам па представља мушку улогу у плодности и рађању, а у неким храмова посвећеним Шиви налази се и кип бика Нандија, Шивиног превозног средства.
Шива значи »повољан«, он је благ и лако га је умилостивити. Али у исто време он је и Рудра, страшни и лако се разгневи.
У уметничком приказивању од давнина се приказује као краљ плесача, што је у ствари симбол утеловљења космичке енергије. Плес говори о ритму у срцу свега постојећег – било у свемиру или у појединачној свести, вољи или осећајима, где су знање и привид (маја) у сукобу. Приказује се са много руку: један пар изражава равнотежу између живота и смрти, док други упућује на сукоб између добра и зла.

### Лакшми
Једна од најпознатијих богова је Лакшми, богиња среће, богатства, светла и мудрости, а такође и лепоте, храбрости и плодности. Сматра се Мајком Свемира. Њена инкарнација је Сита, Рамина жена.

## Веровања и обреди

### Касте
Према веровању, из Брахминих уста су настали брахмани, из руку владари, из бедра земљопоседници, трговци и банкари, а из стопала радници, занатлије и кметови.
После се од те четири класне скупине изродила идеја да је нека хијерархијска структура друштва део божанске тежње за природним редом. Класе су се после рашириле у много скупина одређених рођењем које су разликовале породице према послу који су обављале у заједници. Сматрало се да једино брахмани могу довести појединца у додир са космичким силама и гарантовати трајање живота. Тако је свештеничка класа добила кључан положај у друштву.
Иако је у новије време неке аспекте система касти индијска влада ставила ван закона, систем и даље постоји као интегрални део индијског друштва. Питање брака и узимања повезана су са кастинским поделама. Развила се идеја да су прве три класе одвојене од четврте тиме што су они »двапут рођени« или »посвећени«. Међутим веома је вероватно да су људи четврте касте били први презрени од стране аријских освајача и сматрани припадницима инфериорне класе, јер су за разлику од њих били тамнопути.
Свештеничка превласт над друштвом није прихваћена без поговора, поготово од стране владајуће класе. Кроз историју су се развијали многи покрети који су се залагали за промене таквог друштвеног уређења, са мање или више успеха у својим настојањима.

### Хиндуистичка етика
У класичном хиндуизму деловање (карма) и дужности (дарма) су главни појмови.
Карма ће нагомилавањем добрих и лоших дела утицати на човекову судбину, али не постоји један начин да се постигне добра карма. У раном ведском периоду постојала је идеја о општем моралном закону (рита) кога су чували богови Митра и Варуна. Молитва и жртва биле су потребне да се одржи правилан однос између богова и човека, а грех је могао бити морални или обредни.
Морални закон изражавао је основу друштвеног поретка који је био под контролом приручника свештеника и загарантован од стране владара, али морални закони и деловања били су уско повезани са класном поделом друштва, па тако дарма никад није постала апсолутна вредност за све припаднике индијског друштва. Велику улогу при одређивању моралних вредности су одиграли староиндијски епови који наглашавају неке основне етичке врлине - дужности детета према родитељима, љубав и наклоност коју родитељи морају пружити деци, узајамно поштовање у браку, љубав и склад као идеал.
Тежња за богатством и средствима за живот, уживање у весељу или ритуалне побожности били су релативни за оне које живе у свету етичких настојања. Једина апсолутна етика била је повезана са ослобођењем појединца од циклуса поновног рађања. »Трагање за блаженством« у ствари значи поштовање основа моралности: уздржавање од убијања, крађе, полне нечистоће, лажи или употребе опојних средстава.
Ако се не придржава тих »забрана«, појединац не може стећи основну чистоћу која је потребна да се дође на пут према мокши, на пут ка ослобођењу. У новије време више се наглашава напредак него циклуси времена, па данашњи Хиндус говори о општем добру као циљу који треба постићи.

### Јога
За хиндуса је мокша велики циљ. Та жеља за ослобађањем није политичка, него духовна, а по филозофском (упанишадском) учењу, мокша се истиче као ослобађање од терета незнања јер је незнање то што спутава човека у вечном кругу рођење – смрт – поновно рођење, које изражава самсара. Ослобођење ће се постићи онда када »знање замени незнање – кад се стварност исправно схвати, а пролазност и привид одбаци«. Веровало се да ће се контролом дисања дозволити »себе« да напусти тело и крене путем знања ('или путем према мокши).
За хиндуса се посебно знање стиче медитацијом праћеном дисциплином јоге (yoga) i понављањем мистериозне мантре »Ом«. Јога као наука, као развијена и устаљена пракса са свим својим методолошким обележјима, има више од 6.000 година живог предања, што не познаје ни једна друга наука. Изворно припада једној од шест класичних хиндуистичких филозофија – односно начина духовности. Јога садржи осмороструку методу савладавања: yama (апстиненција, говорење истине, уздржавање од убиства, јачање крепкости, самоконтрола), niyama (придржавање правила, вршење побожности), asana (положаји тела), pranayama (вежбе и регулација дисања), pratyahara (обуздавање чула), dhyana (медитација), dharana (контемплација) i samadhi (ослобађање, просветљење).
Модерна јога је стекла значајна признања и као извор доброг здравља па је као таква прихваћена од стране западних стручњака и Светске здравствене организације. Међутим, осим у Индији, још се само у неким приватним клиникама у САД, Уједињеном Краљевству, Јапану и Израелу, јога и ајурведа (индијска традиционална медицина) системски примењују.
Терапијска јога се састоји од више стотина телесних вежби ставова и техника дисања. Ако се научи и редовно практикује техника јоге, убрзо се уочавају брзе позитивне промене здравственог стања и излазак из физичке и психичке инертности.

### Бакти
Одговор и реакција на крутост и строгоћу јоге била је бхакти - оданост једном одређеном богу која је постала јак елемент у народној религији. За разлику од идеје верничког, интелектуалног и рационалног елемента код јоге, бхакти истиче занос и одушевљење односом љубави, па тако много успешније задовољава емоционалне потребе верника.
Између 7. и 10. века много је тамилских писаца (тамилски језик је један од четири дравидска језика на југу Индије) изражавало своје верске осећаје и искуство са великом топлином и верским жаром. Један тамилски писац пише:
»Бакти је узбуркан осећај, који гуши говор, чини да сузе потеку, а коса се диже од угодног узбуђења и често доводи до хистеричног смеха и плача, до изненадних напада несвестице и дугих несвесних трансева«
У 11. веку велики тумач Рамануђа уводи појам бхакти у класичну, развијену хиндуистичку традицију. За њега је то више облик интелектуалне медитације праћене љубављу, али без одушевљења и заноса који и даље постоје на народном нивоу. Као одраз оданости према одређеном богу, специфично према Кришни или богу Вишнуу, припадници вишнуитске секте (ваишнаве) цртају црвене или жуте усправне линије на челу или црне, црвене или беле тачке између обрва.
Осим ритуалних радњи и свечаности, постоје и химне величања које се певају и статуе (Мурти) којима верници треба да се клањају и обожавају их, што треба разликовати од идолопоклонства, аналогно иконама у хришћанству. Ваишнавизам је у 17. веку доживео иконоклазам - иконоборство под могулским владаром Аурангзебом.

## Хиндуистички празници
- Дивали, новогодишња прослава светла,
- Холи, пролећна прослава,
- Ђанмаштмами, Кришнин рођендан,
- Шива Ратри, главна прослава Шиве.

### Богослужења
У древна аријска времена богослужења су се обављала на отвореном, око жртвене ватре. Храмско богослужење долази вероватно од разних обичаја из долине Инда. Рани храмови су били грађени од дрвета, тако да нису остали сачувани. Касније грађени храмови имали су торањ и зидове са симболом божанства у средини, окруженим многим симболима из духовног света.
За ученије поштоваоце, сваки део храма има дубоко духовно или симболичко значење. Средишње светилиште је срце поштовалаца, док торањ означава лет душе у небо. У храмовима би верници, како би се приближили свом богу, пролазили одређене обреде прочишћења. Они су укључивали обредно прање ногу, испирање уста, купање, стављање мириса, а за то време су се певале химне, звонила звона, палио се тамјан и свирала се обредна музика.
Богослужење је у великој мери индивидуално. Због тога су обреди код куће исто тако важни као и они у храму. Хиндус поштује као појединац и као породица, а не као заједница верника. У већини кућа се налази неки угао или соба где се налази породични жртвеник. На њему је кип, олтар или симбол божанства. То може бити спирално обликован камен који представља Вишнуа или камени стуб који представља Шиву. То су и јарко обојене слике које приказују хиндуску митологију или осликавају јуначка дела богова.
Брак је изразито важан за сваког верника. Венчање је један од најсвечанијих и најсложенијих обреда у хиндуизму, обред који не само да осигурава наставак породице него и благостање преминулим члановима који бораве у другом свету. Погребне свечаности имају такође велику важност па је син тај који обавља обреде који ће омогућити души његовог преминулог оца ново духовно тело, којим ће се преселити у следећи живот.

### Холи
Хиндуистичке празничне свечаности у великој мери су повезане са сменом годишњих доба, од којих је најпознатија Холи. То је пролећна свечаност Кришне па се тада укидају касте и табуи. У тој свечаности је снажно наглашено задовољство па се прославља плесањем на улици, процесијама и прскањем обојеном водом и прахом.

### Дивали
Дивали је јесења свечаност, свечаност светла или хиндуистичка Нова година, повезана са богињама Кали и Лакшми. Ходочашћа су повезана са циклусима прича. Лакшми, богиња среће, посвећује сваку кућу у којој гори светиљка. Градови Бенарес, Алахабад или Вриндаван постају средишта за стотине хиљада ходочасника.